# Marianne Slot
Marianne Slot (født Marianne Slot Nielsen, 6. december 1967) er en fransk filmproducent af dansk oprindelse med speciale i internationale arthouse film (en).
I 1993 grundlagde Marianne Slot filmproduktionsselskabet SLOT MACHINE i Paris ud fra den overbevisning, at Frankrig var det bedste sted at befinde sig for at skabe internationale co-produktioner. Marianne Slot har siden 1995 (Breaking the Waves) været Lars von Triers franske filmproducent. Hun har gennem årene arbejdet sammen med en række internationale instruktører Lucrecia Martel, Bent Hamer, Malgoska Szumowska, Paz Encina, Lisandro Alonso, Emma Dante, Marian Crisan, Juliette Garcia, Yesim Ustaoglu, Sergei Loznitsa, Naomi Kawase og Benedikt Erlingsson.
Marianne Slot var i årene 1997 til 2018 skandinavisk delegeret for filmfestivalen i San Sebastian og har siddet i adskillige filmjuryer blandt andet i Cannes festivallens Semaine de la Critique i 2019.
Marianne Slot var mellem 2013 og 2015 formand for "Cinemas du Monde" under det franske filminstitut CNC.

## Feministisk engagement
Som medlem af Le Collectif 50/50 har Marianne Slot givet udtryk for et feministisk engagement og var i 2018 blandt de 82 branchekvinder, der stillede op på den røde løber i Cannes i protest mod sexisme i filmbranchen.

## Fransk ærestitel
I maj 2015 modtog Marianne Slot ved en ceremoni i Cannes den franske ærestitel Chevalier des Arts et des Lettres af den franske kulturminister Fleur Pellerin.

## Filmografi
- 1993 Avsporing, instrueret af Unni Straume (Producer Production manager)
- 1994 Riget (1994)(TV Serie) instrueret af Lars von Trier (co-producer)
- 1996 Breaking the Waves, instrueret af Lars von Trier (co-producer)
- 1997 Almost true: The Noble Art of Forgery, instrueret af Knut W. Jorfal (Documentarfilm (line producer, som Marianne Slot Nielsen)
- 1998 Un jour sans soleil (En dag til i solen), instrueret af Bent Hammer (co-producer)
- 1998 Idioterne instrueret af Lars von Trier (co-producer)
- 2000 Dancer in the Dark instrueret af Lars von Trier, (co-executive producer).
- 2001 New Year's Day instrueret af Suri Krishnamma. (co-producer)
- 2001 America so Beautiful, instrueret af Babak Shokrian (co-producer)
- 2003 Dogville instrueret af Lars von Trier (co-executive producer)
- 2003 La Petite Fille, kortfilm, instrueret af Licia Eminenti (producer)
- 2003 À la fenêtre kortfilm, instrueret af Marianne Østengen (producer)
- 2004 Los Muertos, instrueret af Lisandro Alonso (producer)
- 2005 Dear Wendy, instrueret af Thomas Winterberg (co-executive producer)
- 2005 Géminis, instrueret af Albertina Carri (co-producer)
- 2006 Hamaca paraguaya, Instrueret af Paz Encina (producer)
- 2006 Fantasma, instrueret af Lisandro Alonso (producer)
- 2006 Direktøren for det hele, instrueret af Lars von Trier (co-producer)
- 2008 Liverpool , instrueret af Lisandro Alonso (producer)
- 2008 La mujer sin cabeza, instrueret af Lucrecia Martel (producer)
- 2009 Sois Sage instrueret af Juliette Garcias (producer)
- 2009 Antichrist instrueret af Lars von Trier (executive co-producer)
- 2010 Morgen instrueret af Marian Crisan (producer)
- 2011 Melancholia instrueret af Lars von Trier (co-producer)
- 2011 Elles instrueret af Malgorzata Szumowska (producer)
- 2011 Quand j'étais gothique , kortfilm, instrueret af Marcia Romano (producer)
- 2011 Escort , dokumentarfilm instrueret af Hélène de Crécy (producer)
- 2012 Den skaldede frisør instrueret af Susanne Bier (co-producer)
- 2012 Rocker instrueret af Marian Crisan (co-producer)
- 2012 Via Castellana Bandiera instrueret af Emma Dante (co-producer)
- 2013 Nymphomaniac instrueret af Lars von Trier (co-producer)
- 2014 1001 Gram instrueret af Bent Hamer (co-producer)
- 2014 Tereddüt (Clair obscur) instrueret af Yesim Ustaoglu (producer)
- 2017 Krotkaya (Une femme douce) instrueret af Sergey Loznitsa (producer)
- 2017 Pau, la força d'un silenci, tv-film instrueret af Manuel Huerga (producer)
- 2018 Kona fer í stríð (Woman at War) instrueret af Benedikt Erlingsson (producer)
- 2018 The House That Jack Built instrueret af Lars von Trier(co-producer)
- 2018 Vision instrueret af Naomi Kawase (producer)
- 2020 Et chaque nuit, kortfilm instrueret af Julie Robert (executive producer)
- 2021 Sis dies corrents instrueret af Neus Ballús (co producer)
- 2022 Le Grand Marin instrueret af Dinara Drukarova (producer)